# Renaissance Center
Il Renaissance Center (conosciuto anche come GM Renaissance Center e soprannominato RenCen) è un gruppo di 7 grattacieli interconnessi del centro di Detroit negli Stati Uniti.
Situato nell'International Riverfront, il complesso del centro Renaissance è di proprietà dell'azienda automobilistica General Motors nonché sua sede mondiale. Il grattacielo centrale, lo Detroit Marriott at the Renaissance Center, è il secondo grattacielo totalmente adibito ad hotel più alto al mondo nell'emisfero occidentale. È il palazzo più alto del Michigan da quando è stato eretto nel 1977.
John Portman fu il principale architetto del progetto originario.